# Григор Караиванов
Григор Караиванов (изписване до 1945 година: Григоръ (Глигоръ) Кара Ивановъ) е български просветен деец от Южна Македония.

## Биография
Григор Караиванов е роден през 1874 година в град Енидже Вардар, тогава в Османската империя, днес Яница в Гърция, в семейството на българския общинар Иван Караиванов. Неговата по-голяма сестра Елена Караиванова е учителка, женена за просветния деец от Дойран Димитър Михайлов.
Григор Караиванов учи в Солунската българска мъжка гимназия, но през 1887 година я напуска при ученическия бунт и заминава за Сърбия на издръжка от „Свети Сава“. През 1890 година се завръща в родния си край.
В 1907 година Григор Караиванов е български учител в Енидже Вардар.